# Верхняя Занинка
Ве́рхняя За́нинка — деревня в Судогодском районе Владимирской области России, входит в состав Вяткинского сельского поселения.

## География
Деревня расположена в 16 км на юго-запад от центра поселения деревни Вяткино, в 20 км к югу от Владимира и в 43 км к северо-западу от райцентра Судогды.

## История
В конце XIX — начале XX века деревня входила в состав Подольской волости Владимирского уезда. В 1859 году в деревне числилось 14 дворов, в 1905 году — 22 двора.
С 1929 года деревня входила с состав Улыбышевского сельсовета Владимирского района, с 1965 года — Судогодского района.

## Население
| 1859 | 1905 | 1926 | 2002 | 2010 | 2021 |
| ---- | ---- | ---- | ---- | ---- | ---- |
| 86   | ↗94  | ↗122 | ↘37  | ↗40  | →40  |